# بلدة آدامز (مقاطعة مسكنغم)
بلدة آدامز هي واحدة من 25 بلدة في مقاطعة مسكنغم، أوهايو، الولايات المتحدة. وجد تعداد عام 2000، 516 شخصًا في البلدة.

## الاسم والتاريخ
تم تسمية بلدة آدمز على اسم جون كوينسي آدامز، الرئيس السادس للولايات المتحدة. وهي واحدة من عشر ضواحي آدمز على مستوى الولاية.
بحلول ثلاثينيات القرن التاسع عشر، كان لدى بلدة آدامز طاحونتان وكنيسة.

## روابط خارجية
- موقع المقاطعة